# Tác phẩm kiến trúc của Le Corbusier
Le Corbusier là một kiến trúc sư người Pháp và Thụy Sĩ nổi tiếng thế giới. Ông là một trong số những người đặt nền móng cho sự phát triển của trào lưu Kiến trúc Hiện đại thế kỷ 20. Những di sản kiến trúc của ông trải dài từ Đông sang Tây, rất nhiều trong số đó đã trở thành Di sản thế giới của nhân loại.
Dưới đây là danh sách các tòa nhà, công trình kiến trúc được thiết kế bởi Le Corbusier

## Danh sách

### Thụy Sĩ
| Tên                       | Vị trí                                    | Năm thiết kế | Năm hoàn thành | Thông tin khác                                       | Hình ảnh                |
| ------------------------- | ----------------------------------------- | ------------ | -------------- | ---------------------------------------------------- | ----------------------- |
| Biệt thự Fallet           | La Chaux-de-Fonds                         | 1905         | 1906           | Di sản được liệt kê                                  | Villa Fallet            |
| Biệt thự Stotzer          | Số 6, đường Pouillerel, La Chaux-de-Fonds | 1907         | 1908           | Di sản được liệt kê                                  |                         |
| Biệt thự Jeanneret-Perret | La Chaux-de-Fonds                         | 1912         | 1912           | Di sản được liệt kê                                  | Villa Jeanneret-Perret  |
| Biệt thự Schwob           | La Chaux-de-Fonds                         | 1916         | 1916           | Di sản được liệt kê                                  | Villa Schwob            |
| Biệt thự Le Lac           | Corseaux                                  |              | 1923           | Di sản được liệt kê, Di sản thế giới năm 2016        |                         |
| Immeuble Clarté           | Genève                                    | 1930         | 1932           | Di sản được liệt kê (1986), Di sản thế giới năm 2016 | Immeuble Clarté, Geneva |
| Bảo tàng Heidi Weber      | Zurich                                    | 1963         | 1967           | Di sản được liệt kê                                  | Bảo tàng Heidi Weber    |

### Pháp
| Tên                                           | Vị trí                    | Năm thiết kế | Năm hoàn thành | Thông tin khác | Hình ảnh                                     |
| --------------------------------------------- | ------------------------- | ------------ | -------------- | --- | -------------------------------------------- |
| Biệt thự Besnus (Ker-Ka-Ré)                   | Paris                     | 1922         | 1922           | |                                              |
| Xưởng làm việc và nhà của Ozenfant            | Paris                     |              | 1922           | Di sản được liệt kê (1975)                                                                                          |                                              |
| Biệt thự La Roche                             | Paris                     | 1923         | 1925           | Di sản được liệt kê (1996), Di sản thế giới năm 2016                                                                | Biệt thự La Roche                            |
| Biệt thự Jeanneret                            | Paris                     | 1923         | 1925           | Di sản thế giới năm 2016                                                                                            |                                              |
| Vọng lâu L'Esprit Nouveau                     | Paris                     | 1924         | 1924           | Công trình đã bị phá hủy, bản sao được xây dựng năm 1977 tại Bologna, Ý                                             |                                              |
| Quartiers Modernes Frugès                     | Pessac                    | 1925         | 1925           | Di sản thế giới năm 2016                                                                                            |                                              |
| Maison Planeix (nhà Planeix)                  | Paris                     | 1925         | 1928           | Di sản được liệt kê (1976)                                                                                          |                                              |
| Biệt thự Cook                                 | Boulogne-Billancourt      | 1926         | 1926           | |                                              |
| Biệt thự Ternisien                            | Boulogne-sur-Seine, Paris |              | 1926           | Bị phá hủy vào năm 1935, những phần còn lại của nó có thể dễ dàng nhìn thấy dưới khối nhà bốn tầng xây dựng trên nó |                                              |
| Biệt thự Stein                                | Garches, Paris            | 1926         | 1927           | Di sản được liệt kê (1975)                                                                                          |                                              |
| Biệt thự Savoye                               | Poissy                    | 1928         | 1931           | Di sản được liệt kê (1965), Di sản thế giới năm 2016                                                                | Villa Savoye                                 |
| Thành phố ẩn náu của Cứu Thế Quân             | Paris                     | 1929         | 1933           | |                                              |
| Pavillon Suisse, Cư xá đại học quốc tế Paris  | Paris                     | 1930         | 1930           | |                                              |
| Immeuble Molitor                              | Paris                     | 1931         | 1934           | Căn hộ có hai mặt tiền, có lẽ Le Corbusier là chủ sở hữu, Di sản thế giới năm 2016                                  |                                              |
| Usine Claude et Duval                         | Saint-Dié-des-Vosges      | 1946         | 1946           | Di sản thế giới năm 2016                                                                                            |                                              |
| Khu nhà ở Unité                               | Marseille                 | 1945         | 1952           | Di sản thế giới năm 2016                                                                                            | Tập tin:Unite d'Habitation, Marseille.jpg    |
| Nhà nguyện Notre Dame du Haut                 | Ronchamp                  | 1950         | 1954           | Di sản thế giới năm 2016                                                                                            | Notre Dame du Haut                           |
| Trại nghỉ Cabanon                             | Roquebrune-Cap-Martin     | 1949         | 1951           | Thiết kế cùng với Jacques Michel, Jean Prouve và Charles Berberis, Di sản thế giới năm 2016                         | Cabanon de vacances                          |
| Lán làm việc                                  | Cape Martin               | 1954         | 1954           | Phòng làm việc nhỏ cuối con đường bên cạnh Cabanon                                                                  |                                              |
| Maisons Jaoul (nhà Jaoul)                     | Neuilly-sur-Seine, Paris  | 1951         | 1956           | Di sản được liệt kê (1966)                                                                                          | Maisons Jaoul                                |
| Khu nhà ở Unité tại Nantes-Rezé               | Nantes                    | 1953         | 1955           | Di sản được liệt kê (2001)                                                                                          | Khu nhà ở Unité tại Nantes-Rezé trong nền.   |
| Khu nhà ở Unité tại Briey                     | Briey                     | 1956         | 1957           | Di sản được liệt kê (1993)                                                                                          |                                              |
| Maison du Brésil, Cư xá đại học quốc tế Paris | Paris                     | 1957         | 1959           | Di sản được liệt kê (1985)                                                                                          |                                              |
| Khu nhà ở Unité tại Meaux                     | Meaux                     |              | 1957           | |                                              |
| Unite de Camping                              | Cape Martin               | 1957         | 1957           | Khu cư xá nhỏ gần với Cabanon                                                                                       |                                              |
| Sainte Marie de La Tourette                   | Gần Lyon                  | 1953         | 1960           | Thiết kế cùng với Iannis Xenakis, Di sản thế giới năm 2016                                                          | Tập tin:Sainte Marie de La Tourette 2007.jpg |
| Khu nhà ở Unité tại Firminy                   | Firminy                   | 1960         | 1964           | Di sản được liệt kê (1993)                                                                                          |                                              |
| Sân vận động Firminy-Vert                     | Firminy                   | 1965         | 1966           | Di sản được liệt kê (1984)                                                                                          |                                              |
| Nhà văn hóa Firminy-Vert                      | Firminy                   | 1956         | 1965           | Di sản được liệt kê (1984), Di sản thế giới năm 2016                                                                |                                              |
| Nhà thờ Saint-Pierre, Firminy                 | Firminy                   | 1960         | 2006           | Được xây dựng sau khi Le Corbusier qua đời, công trình được chỉ đạo bởi José Oubrerie và hoàn thành vào năm 2006    | Saint-Pierre, Firminy                        |

### Bỉ
| Tên                                    | Vị trí   | Năm thiết kế | Năm hoàn thành | Thông tin khác                                           | Hình ảnh         |
| -------------------------------------- | -------- | ------------ | -------------- | -------------------------------------------------------- | ---------------- |
| Maison Guiette (nhà Guiette)           | Antwerp  | 1926         | 1926           | Nhà và xưởng của Rene Guilette, Di sản thế giới năm 2016 |                  |
| Philips Pavilion tại Triển lãm Expo 58 | Brussels | 1958         | 1958           | Cùng với Iannis Xenakis, bị phá hủy                      | Philips Pavilion |

### Đức
| Tên                                | Vị trí    | Năm thiết kế | Năm hoàn thành | Thông tin khác           | Hình ảnh                       |
| ---------------------------------- | --------- | ------------ | -------------- | ------------------------ | ------------------------------ |
| Các biệt thự tại Weissenhof Estate | Stuttgart |              | 1927           | Di sản thế giới năm 2016 | Villa Le Corbusier, Weissenhof |
| Khu nhà ở Unité tại Berlin         | Berlin    | 1957         | 1958           | Di sản được liệt kê      | Unité d'Habitation of Berlin   |

### Ý
| Tên                                  | Vị trí | Năm thiết kế | Năm hoàn thành | Thông tin khác | Hình ảnh |
| ------------------------------------ | ------ | ------------ | -------------- | -------------- | -------- |
| Trung tâm Điện tử Calculus, Olivetti | Milan  |              | 1961           |                |          |

### Đông Âu
| Tên                  | Vị trí      | Năm thiết kế | Năm hoàn thành | Thông tin khác | Hình ảnh     |
| -------------------- | ----------- | ------------ | -------------- | --- | ------------ |
| Tòa nhà Tsentrosoyuz | Moskva, Nga | 1928         | 1933           | | Tsentrosoyuz |
| Cung điện Xô viết    | Moskva, Nga | 1931         |                | Là một dự án trong cuộc thi kiến trúc xây dựng trung tâm hành chính gần điện Kremlin, tại nơi mà Nhà thờ chính tòa Chúa Kitô Đấng Cứu Độ, Moskva phá hủy |              |

### Châu Mỹ
| Tên                                                         | Vị trí                           | Năm thiết kế | Năm hoàn thành | Thông tin khác                                                                                         | Hình ảnh                                   |
| ----------------------------------------------------------- | -------------------------------- | ------------ | -------------- | --- | ------------------------------------------ |
| Maison Errázuriz (nhà Errázuriz)                            | Chile                            |              | 1930           | Là một dự án thiết kế bên bờ biển Thái Bình Dương nhưng chưa bao giờ được thực hiện                    |                                            |
| Gustavo Capanema Palace                                     | Rio de Janeiro, Brazil           |              | 1936           | Le Corbusier có vai trò như là tư vấn dự án cho Lúcio Costa, Oscar Niemeyer và nhiều kiến trúc sư khác |                                            |
| Nhà Curutchet                                               | La Plata, Argentina              | 1949         | 1953           | Di tích lịch sử quốc gia của Argentina, Di sản thế giới năm 2016                                       | Nhà Curutchet.                             |
| Trụ sở Liên Hợp Quốc                                        | New York, Hoa Kỳ                 |              | 1952           | Tư vấn công trình                                                                                      | Trụ sở Liên Hợp Quốc.                      |
| Trung tâm Điêu khắc về Nghệ thuật Thị giác, Đại học Harvard | Cambridge, Massachusetts, Hoa Kỳ | 1961         | 1962           | | Trung tâm Điêu khắc về Nghệ thuật Thị giác |

### Châu Á
| Tên                                                           | Vị trí            | Năm thiết kế | Năm hoàn thành | Thông tin khác           | Hình ảnh                               |
| ------------------------------------------------------------- | ----------------- | ------------ | -------------- | ------------------------ | -------------------------------------- |
| Mill Owners' Association Building                             | Ahmedabad, Ấn Độ  | 1951         | 1951           |                          | Mill Owners' Association Building      |
| Biệt thự Sarabhai                                             | Ahmedabad, Ấn Độ  |              | 1951           |                          |                                        |
| Biệt thự Shodhan                                              | Ahmedabad, Ấn Độ  | 1951         | 1956           |                          | Model of Villa Shodhan                 |
| Bảo tàng Sanskar Kendra                                       | Ahmedabad, Ấn Độ  | 1951         | 1956           |                          |                                        |
| Tòa án tối cao Punjab và Haryana                              | Chandigarh, Ấn Độ | 1952         | 1968           |                          | Museum and Gallery of Art, Chandigarh  |
| Tòa nhà Secretariat                                           | Chandigarh, Ấn Độ | 1953         | 1953           | Di sản thế giới năm 2016 | Secretariat Building, Chandigarh       |
| Dinh Thống đốc                                                | Chandigarh, Ấn Độ | 1953         |                | Bị phá hủy               |                                        |
| Tòa nhà Quốc hội                                              | Chandigarh, Ấn Độ |              | 1955           | Di sản thế giới năm 2016 | Palace of Assembly                     |
| Baghdad Gymnasium (Khu liên hiệp thể thao Baghdad)            | Baghdad, Iraq     |              | 1955           |                          |                                        |
| Bảo tàng Quốc gia Mỹ thuật phương Tây                         | Tokyo, Nhật Bản   | 1957         | 1959           | Di sản thế giới năm 2016 | Bảo tàng Quốc gia Mỹ thuật phương Tây. |
| Cao đẳng Nghệ thuật Quốc gia và Cao đẳng Kiến trúc Chandigarh | Chandigarh, Ấn Độ | 1950         | 1959           |                          | Chandigarh College of Architecture     |